# Чорнянська сільська рада (Чемеровецький район)
Чорня́нська сільська́ ра́да — колишня адміністративно-територіальна одиниця та орган місцевого самоврядування в Чемеровецькому районі Хмельницької області. Адміністративний центр — село Чорна.

## Загальні відомості
- Територія ради: 4,569 км²
- Населення ради: 1 371 особа (станом на 2001 рік)
- Територією ради протікає річка Батіжок

## Населені пункти
Сільській раді підпорядковані населені пункти:
- с. Чорна
- с. Антонівка

## Склад ради
Рада складається з 16 депутатів та голови.
- Голова ради: Перун Микола Іванович
- Секретар ради: Солоненко Галина Романівна

### Керівний склад попередніх скликань
| Прізвище, ім'я, по батькові | Основні відомості                                                                                 | Дата обрання | Дата звільнення |
| --------------------------- | ------------------------------------------------------------------------------------------------- | ------------ | --------------- |
| Добер Сергій Леонідович     | Сільський голова, 1962 року народження, освіта вища, член Української соціал-демократичної партії | 26.03.2006   | 31.10.2010      |
| Добер Сергій Леонідович     | Сільський голова, 1962 року народження, освіта вища, безпартійний                                 | 31.10.2010   | 28.03.2014      |
| Перун Микола Іванович       | Сільський голова, 1967 року народження, освіта вища, безпартійний                                 | 26.10.2014   |                 |

Примітка: таблиця складена за даними сайту Верховної Ради України

### Депутати
За результатами місцевих виборів 2010 року депутатами ради стали:

#### За суб'єктами висування
| Суб'єкт висування | Кількість обраних депутатів | %   |
| ----------------- | --------------------------- | --- |
| Самовисування     | 16                          | 100 |

#### За округами
| № округу | Прізвище, ім'я, по батькові    | Дата визнання обраним | Освіта  | Партійна приналежність            | Відомості про обраного депутата                                                                                   |
| -------- | ------------------------------ | --------------------- | ------- | --------------------------------- | --- |
| 1        | Пилярський Василь Олексійович  | 04.11.2010            | середня | член Комуністичної партії України | пенсіонер |
| 2        | П'ятак Іван Миколайович        | 04.11.2010            | вища    | позапартійний                     | ПП «Чорнянський цегельний завод», водій                                                                           |
| 3        | Солоненко Галина Романівна     | 04.11.2010            | вища    | позапартійна                      | Чорнянська сільська рада, секретар                                                                                |
| 4        | Сохарук Юлія Петрівна          | 04.11.2010            | вища    | позапартійна                      | Чорнянське відділення зв'язку, листоноша                                                                          |
| 5        | Слободян Ірина Віталіївна      | 04.11.2010            | вища    | позапартійна                      | ТзОВ «Гером -ІНВЕСТ», бухгалтер                                                                                   |
| 6        | Гаєвська Тетяна Григорівна     | 04.11.2010            | вища    | позапартійна                      | Територіальний центр надання соціальних послуг населенню Чемеровецької райдержадміністрації, соціальний працівник |
| 7        | Рикун Сергій Вікторович        | 04.11.2010            | вища    | позапартійний                     | ВАТ «Укртелеком», станційний електромонтер                                                                        |
| 8        | Бабелюх Євгенія Іванівна       | 04.11.2010            | вища    | позапартійна                      | Чорнянська сільська рада, бухгалтер                                                                               |
| 9        | Фурман Майя Василівна          | 04.11.2010            | вища    | позапартійна                      | ТзОВ «Гером — ІНВЕСТ», бухгалтер                                                                                  |
| 10       | Тихий Олександр Анатолійович   | 04.11.2010            | вища    | член Народної партії              | Чемеровецьке РВУМВСУ, оперуповноважений з незаконним обігом наркотиків                                            |
| 11       | Поворознюк Вікторія Іванівна   | 04.11.2010            | вища    | позапартійна                      | ТзОВ «Гером-ІНВЕСТ», економіст                                                                                    |
| 12       | Ружицький Андрій Володимирович | 04.11.2010            | вища    | член Народної партії              | Смотрицькі дитяча музична школа, вчитель                                                                          |
| 13       | Пухкий Микола Іванович         | 04.11.2010            | вища    | член Народної партії              | тимчасово не працює                                                                                               |
| 14       | Монастирська Тетяна Іванівна   | 04.11.2010            | вища    | позапартійна                      | Чорнянське НВО, бібліотекар                                                                                       |
| 15       | Підгірський Анатолій Адамович  | 04.11.2010            | вища    | позапартійний                     | ПП «Нігин» смт Сахкамінь, різнорабочий                                                                            |
| 16       | Гаєвська Оксана Іванівна       | 04.11.2010            | вища    | позапартійна                      | Антонівський сільський клуб, зав клубом                                                                           |